# Froude-Zahl
Die Froude-Zahl (Formelzeichen: Fr) ist eine Kennzahl der Physik mit der Einheit Eins. Sie ist nach William Froude (1810–1879) benannt und stellt ein Maß für das Verhältnis von Trägheitskräften zu Schwerekräften innerhalb eines hydrodynamischen Systems dar. Sie spielt beispielsweise in der Hydrodynamik bei Einfluss der freien Flüssigkeitsoberfläche eine Rolle und wird zur Beschreibung von Strömungen in offenen Gerinnen oder von Bugwellen von Schiffen verwendet. Die Froude-Zahl ist neben der Reynolds-Zahl einer der Koeffizienten der dimensionslosen Navier-Stokes-Gleichung.

## Definition
Für die Froude-Zahl werden aus historischen Gründen zwei Definitionen angewendet.
{\displaystyle {\mathit {Fr}}={\frac {v}{\sqrt {gL}}}}   oder deren Quadrat   {\displaystyle {\mathit {Fr}}^{\prime }={\frac {v^{2}}{gL}}}
jeweils mit
- einer charakteristischen Strömungsgeschwindigkeit v
- einer charakteristischen Länge L
- der Schwerebeschleunigung g.

Hinter beiden Definitionen steht derselbe physikalische Zusammenhang. Bei der Anwendung der Froude-Zahl ist zu beachten, welche Definition verwendet wurde.

## Froude-Zahl bei offenen Gerinnen
Setzt man für die charakteristische Länge L die Wassertiefe eines offenen Gerinnes ein, so beschreibt die Froude-Zahl das Verhältnis von Fließgeschwindigkeit {\displaystyle v_{\text{fl}}} und der Ausbreitungsgeschwindigkeit {\displaystyle v_{\text{ausbr}}} einer Flachwasserwelle:
{\displaystyle Fr={\frac {v_{\text{fl}}}{v_{\text{ausbr}}}}}
Hierdurch wird der Strömungszustand eines offenen Gerinnes charakterisiert:
- Ruhender Strömungszustand ({\displaystyle Fr=0\ \Leftrightarrow \ v_{\text{fl}}=0}): Eine Störung (z. B. eine Welle, die entsteht, wenn ein Stein ins Wasser geworfen wird) breitet sich gleichmäßig in alle Richtungen, also kreisförmig aus. Die beschreibende Differentialgleichung nennt man elliptisch (Sonderfall des strömenden Zustandes). Beispiel: See.
- Strömender Strömungszustand ({\displaystyle Fr<1\ \Leftrightarrow \ v_{\text{fl}}<v_{\text{ausbr}}}): Störungen breiten sich sowohl stromaufwärts als auch stromabwärts aus. Die Wellenausbreitung zeigt ein parabelförmiges Muster. Die Strömung wird durch eine parabolische Differentialgleichung beschrieben. Beispiel: Fluss.
- Grenzabfluss / kritischer Abfluss ({\displaystyle Fr=1\ \Leftrightarrow \ v_{\text{fl}}=v_{\text{ausbr}}}): Wellen können sich nicht mehr gegen die Strömung fortpflanzen. Die nach Oberstrom gerichtete Wellenfront bleibt an der Stelle der Störung „stehen“ (analog zur Schallmauer). In diesem Zustand kann beim vorliegenden Energieniveau die größtmögliche Wassermenge abgeführt werden. Im Wasserbau wird dies als Abflusskontrolle ausgenutzt. Beispiel: Überströmung eines Wehres.
- Schießender Strömungszustand ({\displaystyle Fr>1\ \Leftrightarrow \ v_{\text{fl}}>v_{\text{ausbr}}}): Eine Störung breitet sich jetzt nur stromabwärts aus. Ausbreitungsmuster und zugehörigere Differentialgleichung werden hyperbolisch genannt, Beispiel: Gebirgsbach.

## Zusammenhänge für Schiffsmodellversuche
Wenn Kräfte infolge Viskosität nur einen untergeordneten Einfluss haben, kann man mit Hilfe der Ähnlichkeitstheorie das Verhalten eines Schiffes an der Flüssigkeitsoberfläche im Modellversuch darstellen. Damit sich bei solchen Untersuchungen am Schiffsmodell bezüglich der Wellen vergleichbare Strömungsverhältnisse wie beim Original einstellen, muss die Froude-Zahl von Original und Modell übereinstimmen. Das ist der Fall, wenn das Verhältnis der Länge zum Quadrat der Geschwindigkeit identisch ist. Die unterschiedlichen Messgrößen lassen sich dann wie folgt umrechnen:
- Längen mit dem Längenmaßstab
- Zeiten mit der Quadratwurzel aus dem Längenmaßstab
- Kräfte mit der dritten Potenz des Längenmaßstabs (gleiche Dichte des Fluids vorausgesetzt)
- Beschleunigungen sind in Modell und Großausführung gleich.